# Allgemeine SS

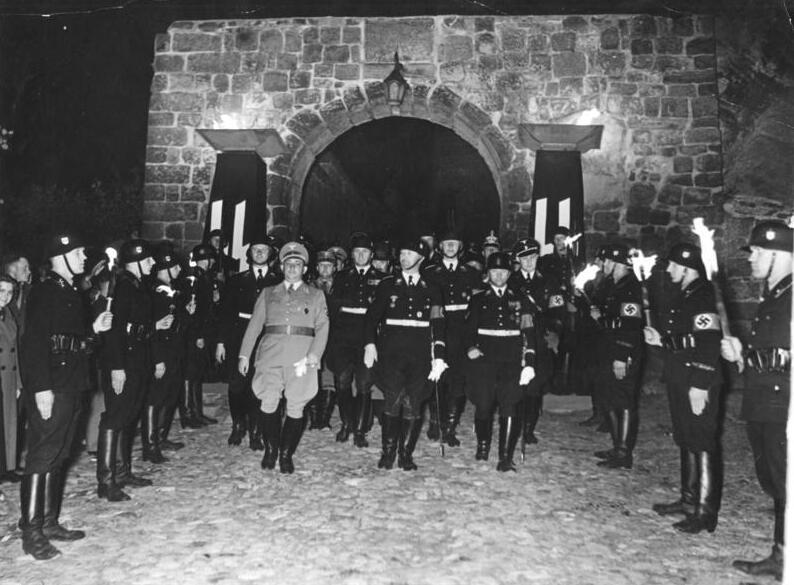
Reichsführer Heinrich Himmler vede ceremonii SS na výročí smrti Jindřicha I. v Quedlinburgu, červenec 1938

Allgemeine SS („všeobecné SS“) byla hlavní větev Schutzstaffel (SS), polovojenských sil nacistického Německa. Byla řízena Hlavním úřadem SS (SS-Hauptamt). Allgemeine SS byla oficiálně založena na podzim roku 1934, aby se její členové odlišili od SS-Verfügungstruppe (pohotovostní jednotky SS nebo SS-VT), ze kterých se později staly Waffen-SS, a SS-Totenkopfverbände (SS-TV), které měly na starosti nacistické koncentrační a vyhlazovací tábory. Formace SS spáchaly proti civilistům a spojeneckým vojákům mnoho válečných zločinů.
Počínaje rokem 1939 byly v okupovaných zemích zakládány zahraniční jednotky Allgemeine SS. Od roku 1940 byly sloučeny pod Direktorát germánských SS (Leitstelle der germanischen SS). Když druhá světová válka začala, drtivá většina členů SS patřila k Allgemeine SS, ale tento poměr se během pozdějších let války změnil poté, co Waffen-SS otevřela členství etnickým Němcům a neněmcům.
V roce 1944 byl uváděný odhad počtu členů SS 800 000. Waffen-SS měla ve svých řadách přibližně 600 000 těchto členů. Waffen-SS se během druhé světové války rozrostly ze tří pluků na více než 38 divizí a sloužily po boku Heer (pravidelné armády), ale nikdy nebyly formálně její součástí. Pro srovnání, na konci války měla Allgemeine SS ve svých řadách jen něco málo přes 40 000 mužů.